# Edricus productus
Edricus productus là một loài nhện trong họ Araneidae.
Loài này thuộc chi Edricus. Edricus productus được Octavius Pickard-Cambridge miêu tả năm 1896.